# Julius af Lindfors

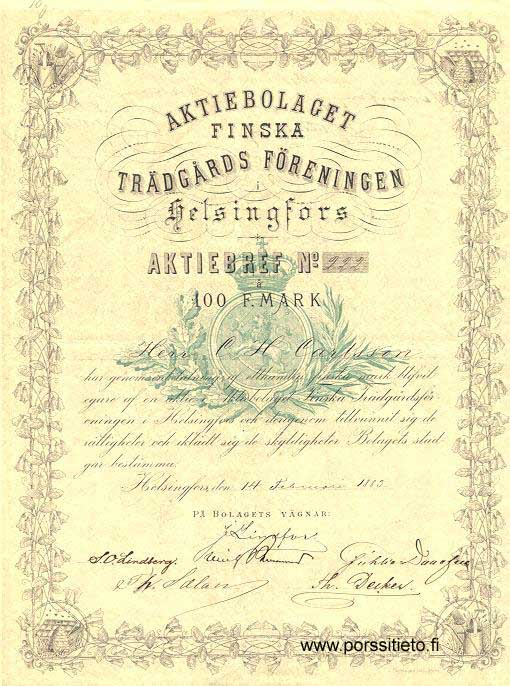
Aktiebrev i Finska Trädgårdsföreningen från 1880, med Julius af Lindfors som förste underteckare.

Jakob Julius af Lindfors, född 21 maj 1831 i Lovisa, död 10 oktober 1903 i Helsingfors, var en finländsk militär och affärsman.
Julius af Lindfors genomgick Kadettskolan i Fredrikshamn och tjänstgjorde sedan i Ryssland bland annat som regementskommendör. År 1876 erhöll han avsked med generalmajors rang.
Han var svärson till Henrik Borgström och blev genom äktenskapet delägare i H. Borgström & Co. och Forssa Ab samt var med om att grunda bland annat FÅA och landets första brandförsäkringsbolag, Fennia. af Lindfors var mångårig ordförande för Konstindustriföreningen i Finland och för Finska trädgårdsföreningen. Han lät på egen bekostnad uppföra växthuset Vinterträdgården i Djurgården i Helsingfors, som han donerade till Finska trädgårdsföreningen.
Han adlades 1882 och representerade från år 1885 sin ätt i lantdagen, där han hörde till den ryska förtryckspolitikens starkaste motståndare. En porträttbyst i brons, utförd av Walter Runeberg, avtäcktes 1909 utanför vinterträdgården i Djurgården.